# Diogmites dubius
Diogmites dubius là một loài ruồi trong họ Asilidae. Diogmites dubius được Bellardi miêu tả năm 1861. Loài này phân bố ở vùng Tân nhiệt đới.